# 六角形
六角形（ろっかくけい、ろっかっけい、英語: hexagon）とは、6つの辺と頂点を持つ多角形の総称である。

## 正六角形

正六角形

正六角形（せいろっかくけい）とは、正多角形の条件を満たした六角形である。このため正六角形は、以下のような性質を有する。

### 正六角形の性質
各辺の長さが全て等しく、いずれの内角も120ﾟと一定である。1辺をaとすれば、周長は{\displaystyle 6a\,\!}であり、外接円の直径（対角長）は{\displaystyle 2a\,\!}であり、内接円の直径（対辺の距離）は{\displaystyle {\sqrt {3}}a\,\!}であり、面積は下記のように表せる。
{\displaystyle A={\frac {3}{2}}a^{2}\cot {\frac {\pi }{6}}={\frac {3{\sqrt {3}}}{2}}a^{2}\simeq 2.59808a^{2}.}
1辺の長さが1の正六角形は、必ず単位円に内接する。この時に、正六角形の周長は6であり、これは単位円の円周長より短い。単位円の直径は2なので、円周率（＝円周長/直径）が 6/2 = 3 より大きい事実を示すための簡便な証明法として、しばしば用いられる。古代より、この性質によって円周率が約3を少し超える値であると知られていた。
また、合同な正六角形を規則正しく並べれば、平面を隙間を一切作らずに埋め尽くせる平面充填形の1つでもある。正六角形によって平面を充填した構造は、ハチの巣などに見られ、ハニカム構造と呼ばれる。なお、紙などで作った変形し得る複数本の円柱を、中の空間を完全には潰さないようにしつつ、円柱の壁だけを密着させるように束ねると、ハニカム構造の形に近付く事も知られており、簡単な実験で確認できる。ハニカム構造は、少ない材料で頑丈な構造体を作れる上に、空間を含むために軽量化も可能で、場合によっては防音性能なども持たせられるため、工業製品に用いられた事例も見られる。なお、正多角形に分類される図形では、正六角形が最多の頂点を有している。正八角形以上の正多角形に、平面充填形は知られていない。

### 正六角形の作図

コンパスと定規による正六角形の作図。

正六角形の作図の仕方は、幾つかの方法が知られている。例えば、6つの正三角形を組み合わせれば、正六角形を作れる。これは正六角形の対角線のうち、中心を通る長い方の3本を引く方法によっても見て取れ、正三角形も平面充填形であると判る。
別な方法として例えば、コンパスで任意の半径の円を描き、コンパスの幅を変えずに、円周上の任意の点から、同じ半径の円を描く。次に、最初に描いた円と交わった点を中心にして、やはりコンパスの幅を変えずに同じ半径の円を描くという作業を繰り返すと、２つ目に描いた円の中心を通る円が描ける。最後に、最初に描いた円の円周上に有る、後から描いた円の中心を直線で結べば、正六角形が描ける。

### 正六角形と六角数
点を正六角形の形に並べた際に、その点の総数に当たる数を六角数と呼ぶ。

### 正六角形に関する補足
正三角形、正四角形、正五角形を面の形とした正多面体は知られているものの、正六角形以上の頂点を有した正多角形を面の形とした正多面体は、存在が知られていない。

## 六角形の種類

### 凸六角形
- 円に内接する六角形[1]
- 円に外接する六角形[1]

円に内接する六角形 (左)と円に外接する六角形 (右)

- 等角六角形 - 6つの角の大きさが等しい六角形。
- 六等辺六角形 - 6本の辺の長さが等しい六角形。
- 平行六等辺六角形 - 六等辺六角形のうち、辺が平行になっている図形。
- ルモワーヌ六角形

### 自己交差した六角形
| Dih2               | Dih2                         | Dih2                         | Dih1                       | Dih1                     | Dih3                       |
| ------------------ | ---------------------------- | ---------------------------- | -------------------------- | ------------------------ | -------------------------- |
|                    |                              |                              |                            |                          |                            |
| 8の字 Figure-eight | センターフリップ Center-flip | クロウリーの六芒星 Unicursal | フィッシュテール Fish-tail | ダブルテール Double-tail | トリプルテール Triple-tail |

### その他の六角形

凹六角形
自己交差した六角形（星型多角形）
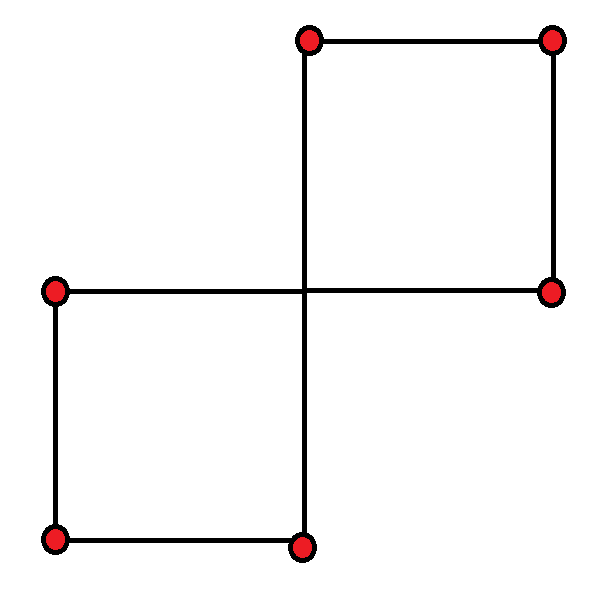
交差した六角形
立方体の投影図中に存在するスキュー六角形
「ハイパートランケート (Hypertruncat)」された三角形
「ハイパートランケート (Hypertruncat)」された三角形
「ハイパートランケート (Hypertruncat)」された三角形
六芒星

## 例

### 自然物
- 雪の結晶（雪片）は正六角形を基調とした様々なパターンを成している。
- 六方晶系をとる鉱物は、自形（英語版）[2]で六角柱、その断面は六角形をなす[3][4]。
- ベンゼン環を構成する6つの炭素原子の結合は、同一平面上に原子が並び、かつ、全て等価な結合であり、炭素同士の結合間距離も等しい。これを表現するために、正六角形に円を描く表記法も行われる。なお、ベンゼン環に関する誤解したイメージとしても知られる1,3,5-シクロヘキサトリエンは実在しない。
- 柱状節理は岩体に見られる角柱状の割れ目の一種で、溶岩が冷却し体積が収縮する過程で六角柱をなす場合が有り、断面に六角形が現れる[5][6]。
- 土星の北極に大気に見られる六角形の模様は、土星の六角形と呼ばれる。探査機ボイジャー2号により1981年に初めて観測された[7]。

#### ヒト以外の生物に関する事例
- ハチの巣の各部屋は六角形の壁で囲まれている。同様の構造体をハニカム構造と呼ぶ。
- 亀の甲羅（亀甲）の一部が六角形をなす場合が有る[8]。亀甲紋のように日本の伝統では六角形の意匠の呼称に「亀甲」の語が用いられる場合が有る[9][10]。

### 人工物・意匠・表現
- 鉛筆の芯と垂直な断面は正六角形の製品が多い。
- ボルトの頭部は正六角形の製品が多く、対辺を工具で把持して回転させる。
- 頭頂部に正六角形の穴が設けられたネジも存在し、六角棒レンチを差し込んで回転させる。
- シミュレーションゲームのマス目に、正六角形が使用される場合が有る。
- 日本の都道府県道の標識は、角に丸みを帯びた正六角形の形をしている。
- フランス本土の形状は六角形に似ているから、フランス語では本土を「レグザゴーヌ」（フランス語: l'Hexagone）と呼ぶ場合が有る[11]。

## ギャラリー

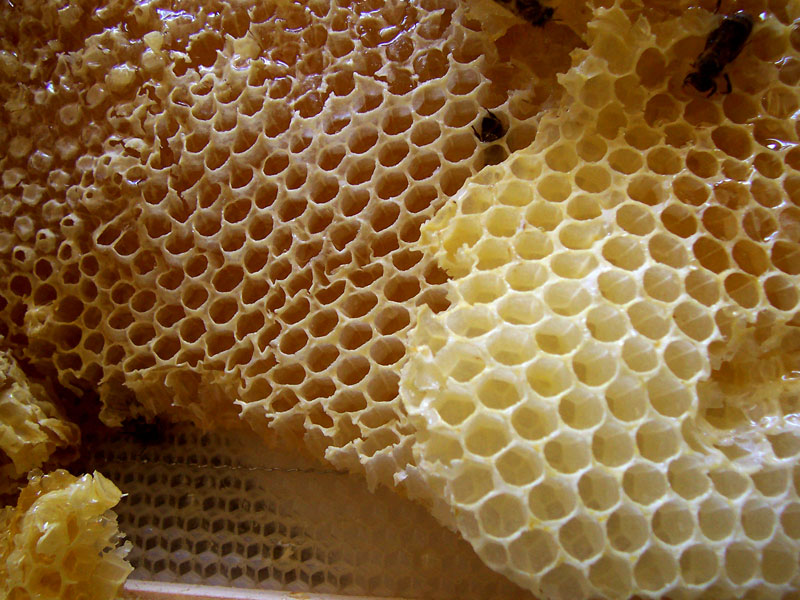
ハチの巣
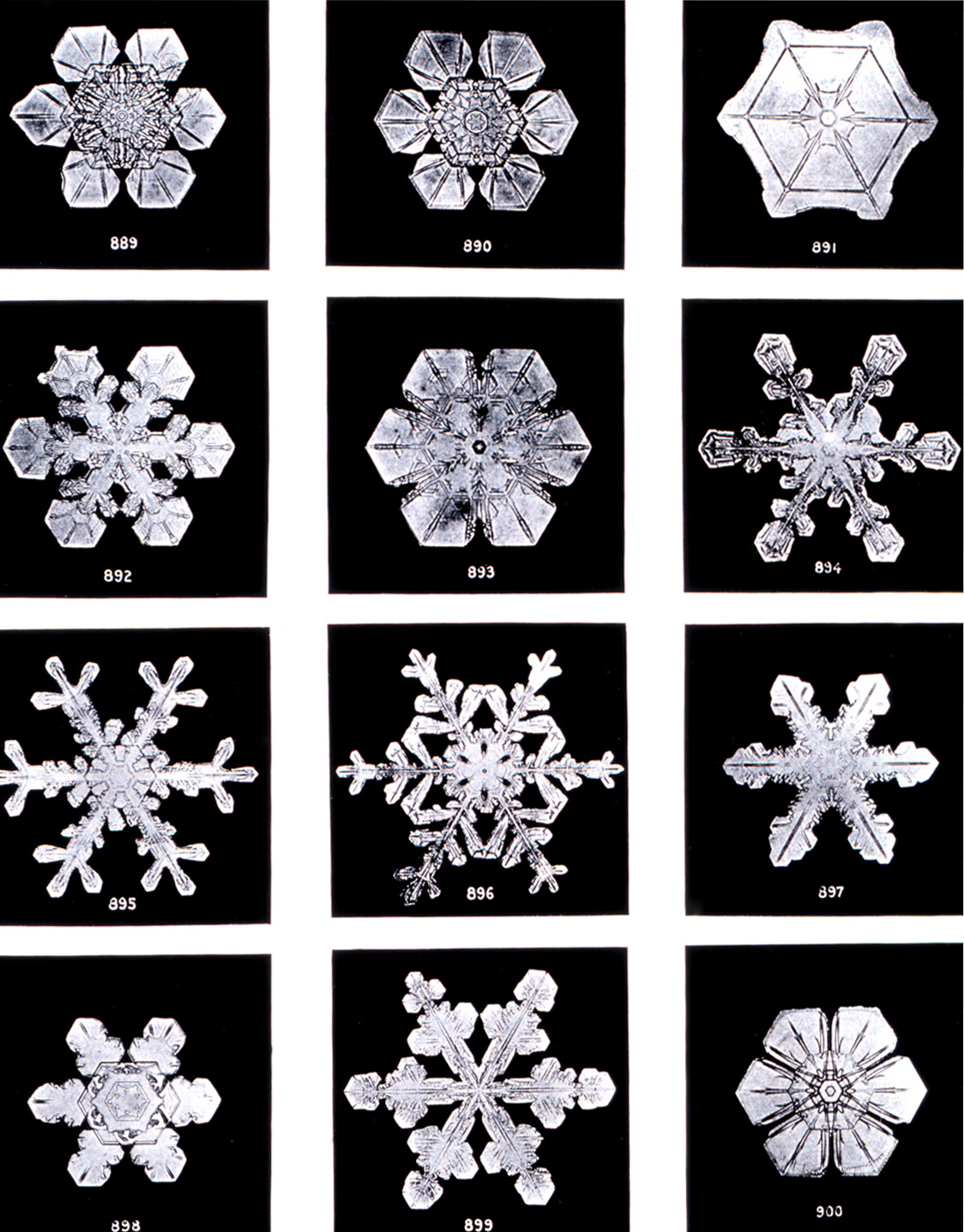
雪の結晶
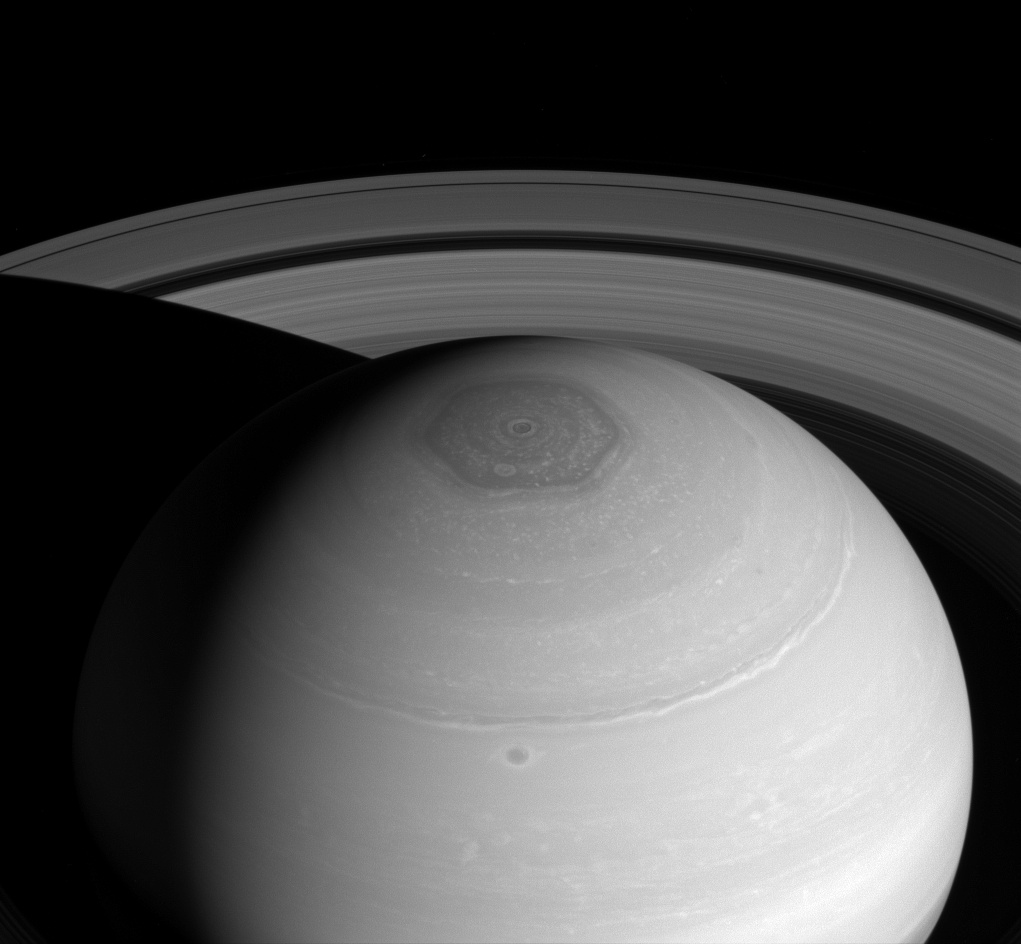
土星の北極の大気にみられる六角形。2014年4月2日、探査機カッシーニによる撮影画像。
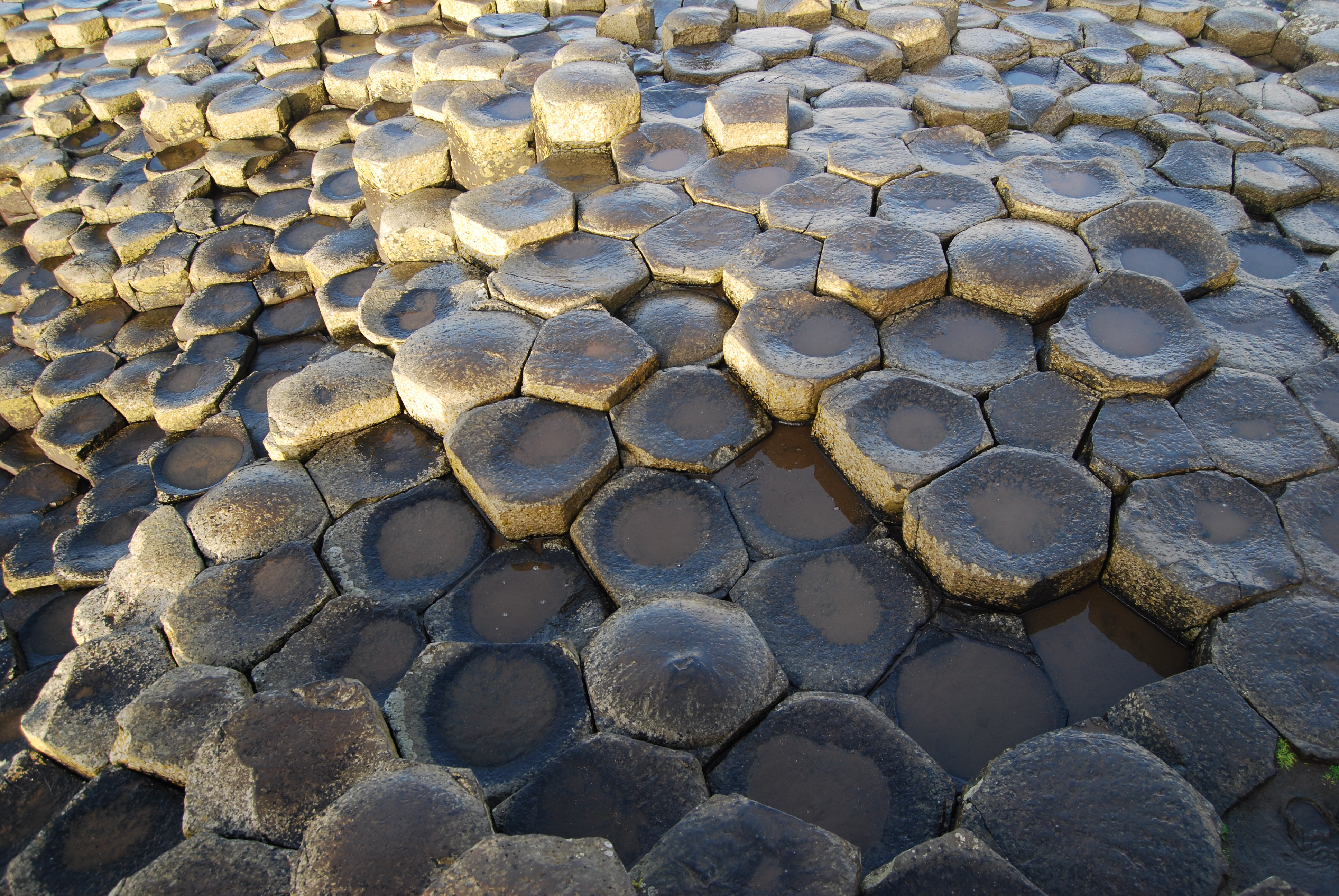
断面が六角形のジャイアンツ・コーズウェーの柱状節理。
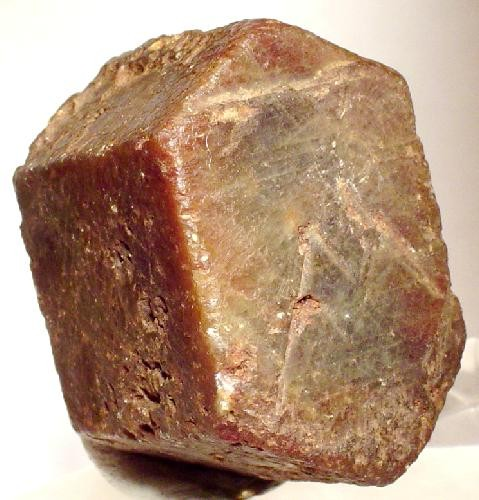
三方晶系（六方晶系の一種）をとる鉱物、コランダムの六角柱の自形結晶。